# Ma Duanlin
Ma Duanlin ((zh) 馬端臨, 1254 — 1322), est un historien et encyclopédiste chinois de l'époque médiévale. Il a publié en 1317, cinq ans avant sa mort, le Wenxian Tongkao parfois simplement appelé Tongkao, une encyclopédie en 348 volumes sur laquelle il travailla pendant plus de 45 ans.

## Biographie
Issu d'une famille des Song du Sud, le père de Ma Duanlin, Ma Tingluan était ministre et possédait du fait de sa fonction une quantité importante de documents. 
Ma Duanlin commença à compiler des documents à partir de 1273, bénéficiant des sources et de l'expertise de son père. Cette œuvre qui lui prit plus de 45 ans devint le Wenxian Tongkao. 
À l'issue de la chute de la dynastie Song, Ma Duanlin fut appelé à servir la Dynastie Yuan. 

### Sites connexes
- Wenxian Tongkao